# 伊號第五百二潛艦
伊号第五百二潜艦（いごうだいごひゃくにせんすいかん）是大日本帝国海军的一艘潜水艇。

## 概要
原本为纳粹德国海军IX級潛艇U-862号。1943年10月7日服役，在大西洋击沉7艘船只。在第33潛艇區艦隊执行任務的中途，由于纳粹德国向同盟国投降，1945年5月6日被大日本帝国海军接收，7月15日艦籍登入为伊號第五百二潛艦。由于入籍时正值战争末期，并未有活跃表现，后迎来终战，并被处分。